# Besenthal
Besenthal er en kommune i det nordlige Tyskland, beliggende i Amt Büchen under Kreis Herzogtum Lauenburg. Kreis Herzogtum Lauenburg ligger i delstaten Slesvig-Holsten.

## Geografi
Kommunen består ud over Besenthal af bebyggelserne Sarnekow og Gudower Mühle. Kommunen ligger i Hellbachdalen og landskabs- og naturschutzgebiet, og er en del af Naturpark Lauenburgische Seen.